# Coleocephalocereus diersianus
Coleocephalocereus diersianus là một loài thực vật có hoa trong họ Cactaceae. Loài này được P.J.Braun & Esteves mô tả khoa học đầu tiên năm 1988.